# Hypecoum
- Commons
- Wikispecies

Hypecoum é um género botânico pertencente à família Fumariaceae.

## Sinónimo
- Chiazospermum Bernh.

## Espécies
- Hypecoum erectum
- Hypecoum grandiflorum
- Hypecoum imberbe
- Hypecoum lactiflorum
- Hypecoum leptocarpum
- Hypecoum pendulum
- Hypecoum procumbens
- «Lista completa»

## Classificação do gênero
| Sistema | Classificação                    | Referência               |
| ------- | -------------------------------- | ------------------------ |
| Linné   | Classe Tetrandria, ordem Digynia | Species plantarum (1753) |